# Miguel de Béistegui y Septién
Miguel de Béistegui y Septién (* 16. September 1861 in Paris; † 6. November 1931 in Brüssel) war ein mexikanischer Botschafter.

## Leben
Am 1. Mai 1890 starb der Botschafter Ángel Núñez de Ortega (* 1818) in Brüssel, wo Miguel de Béistegui y Septién als Beauftragter für die Archive der Gesandtschaft blieb, bis am 31. Januar 1891 dort Jesús Zenil Geschäftsträger wurde.
Im August 1903 bestellte José Yves Limantour bei Miguel de Béistegui, der gerade Geschäftsträger in London war, ein mehrteiliges Porzellanservice. Miguel de Béistegui y Septién wurde am 2. Mai 1904 in London, wo Pedro Rincón Gallardo y Terreros Ambassador to the Court of St James’s war, akkreditiert.
Am 22. Dezember 1904  wurde er von Porfirio Díaz zum Botschafter bei Alfons XIII. und Karl I. (Portugal) ernannt. Sein Dienstsitz war Madrid. Am 1. Mai 1907 wurde er von Porfirio Díaz zum Botschafter bei den südamerikanischen Regierungen ernannt. Sein Dienstsitz war Santiago de Chile. Am 8. Dezember 1910 wurde er von Porfirio Díaz zu seinem ersten und letzten Botschafter in Christiania ernannt, am 5. April 1911 reiste er von Santiago de Chile nach Christiania, wo er bis 15. Juni 1911 akkreditiert war.
Von 1901 bis 1931 vertrat Miguel de Béistegui y Septién Mexiko im internationalen Olympischen Komitee.
| Vorgänger                 | Amt | Nachfolger                |
| ------------------------- | --- | ------------------------- |
| Francisco de Icaza        | Mexikanischer Botschafter in Madrid Am 22. Dezember 1904 ernannt von 18. Februar 1905 bis 18. Januar 1912 akkreditiert         | Amado Nervo               |
| Francisco de Icaza        | Mexikanischer Botschafter in Lissabon Am 22. Dezember 1904 ernannt von 29. Mai 1905 bis 18. Januar 1912 akkreditiert           | Balbino Dávalos Balkim    |
| Miguel Covarrubias Acosta | Mexikanischer Botschafter in Santiago de Chile Am 1. Mai 1907 ernannt, von 29. November 1907 bis 28. August 1911 akkreditiert  | Luis G. Pardo             |
| Manuel de Lizardi         | Mexikanischer Botschafter in Asunción, Paraguay Am 1. Mai 1907 ernannt von 29. November 1907 bis 8. Dezember 1910 akkreditiert | Manuel Barreiro y Vallejo |

| Vorgänger                 | Amt | Nachfolger    |
| ------------------------- | --- | ------------- |
| Manuel Zapata Vera        | Mexikanischer Botschafter in Bolivien Am 1. Mai 1907 ernannt von 29. November 1907 bis 5. April 1911 akkreditiert          | Luis G. Pardo |
| Manuel Zapata Vera        | Mexikanischer Botschafter in Bogotá Kolumbien Am 16. Mai 1907 ernannt von 29. November 1907 bis 5. April 1911 akkreditiert | Luis G. Pardo |
| Miguel Covarrubias Acosta | Mexikanischer Botschafter in Ecuador Am 16. Mai 1907 ernannt, von 29. November 1907 bis 5. April 1911 akkreditiert         | Luis G. Pardo |
| Miguel Covarrubias Acosta | Mexikanischer Botschafter in Lima, Peru Am 16. Mai 1907 ernannt, von 13. November 1907 bis 5. April 1911 akkreditiert      | Luis G. Pardo |

| Vorgänger                  | Amt | Nachfolger                |
| -------------------------- | --- | ------------------------- |
| —                          | Mexikanischer Botschafter in Norwegen Am 8. Dezember 1910 ernannt verließ am 5. April 1911 Santiago de Chile und war bis 15. Juni 1911 akkreditiert. | Luis Torres y Rivas       |
| Miguel Covarrubias Acosta  | Mexikanischer Botschafter in London Am 15. Juni 1911 ernannt vom 8. August 1911 bis 31. Mai 1912 akkreditiert.                                       | Miguel Covarrubias Acosta |
| Francisco Álvarez de Icaza | Mexikanische Botschaft in Berlin Am 18. Oktober 1912 ernannt vom 4. Januar 1913 bis 31. August 1914 akkreditiert.                                    | Miguel Covarrubias Acosta |